# Дермиу
Дермиу (алб. Dhërmiu), Дрима́дес (греч. Δρυμάδες) — греческое село на юго-западе Албании, на побережье Ионического моря. Входит в округ Влёра в области Влёра. Одно из семи сёл административно принадлежащих муниципалитету города Химара.
Дермиу расположено в 42 км от города Влёра, примерно на таком же расстоянии от округа Саранда и в 60 км от греческой границы.
Село построено на высоте 200 метров над уровнем моря, на склоне Акрокераунских гор, которые окружают его с севера и северо-запада.
С юго-западной стороны Дримад расположена вершина Чика Акрокераунских гор, которая спускается в Ионическое море. К югу, на небольшом расстоянии расположен греческий остров Керкира.
Село включает в себя три квартала (Гилек, Калами, Контракиа) и собственно само село Дермиу. На малом расстоянии от него расположено село Паласа (Παλάσα). Жители Дермиу говорят на варианте греческого химарского диалекта, который характерен присутствием в нём архаических элементов, многие из которых не сохранились в официальном языке современной Греции и в многих других греческих диалектах.

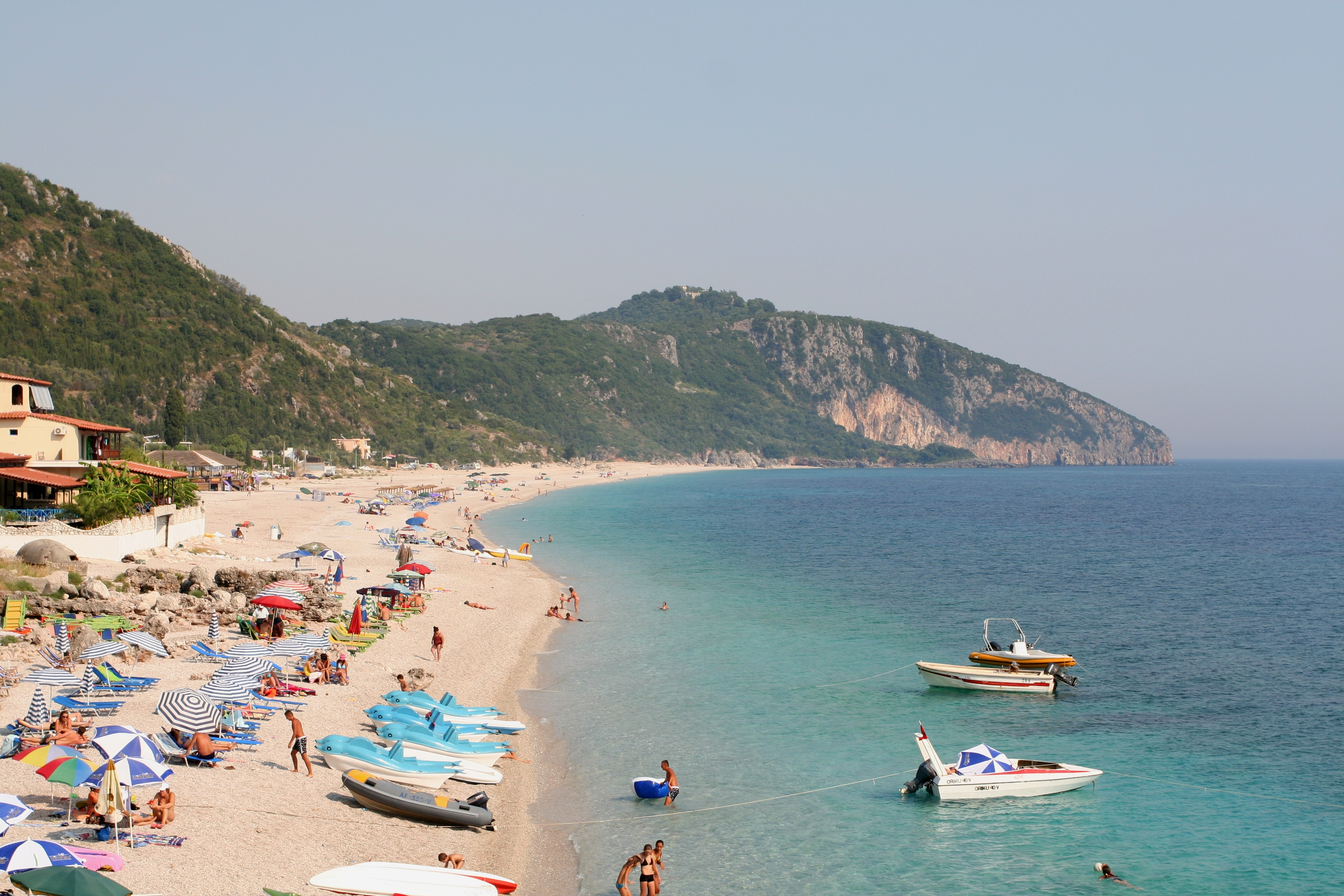
Пляж Дермиу

В последнее время прибрежная зона подверглась массовой застройке туристическими жилищами (деревянные виллы и гостиницы).
Село также популярно среди албанской молодёжи, по причине его ночной жизни

## История

Северный Эпир в античные времена

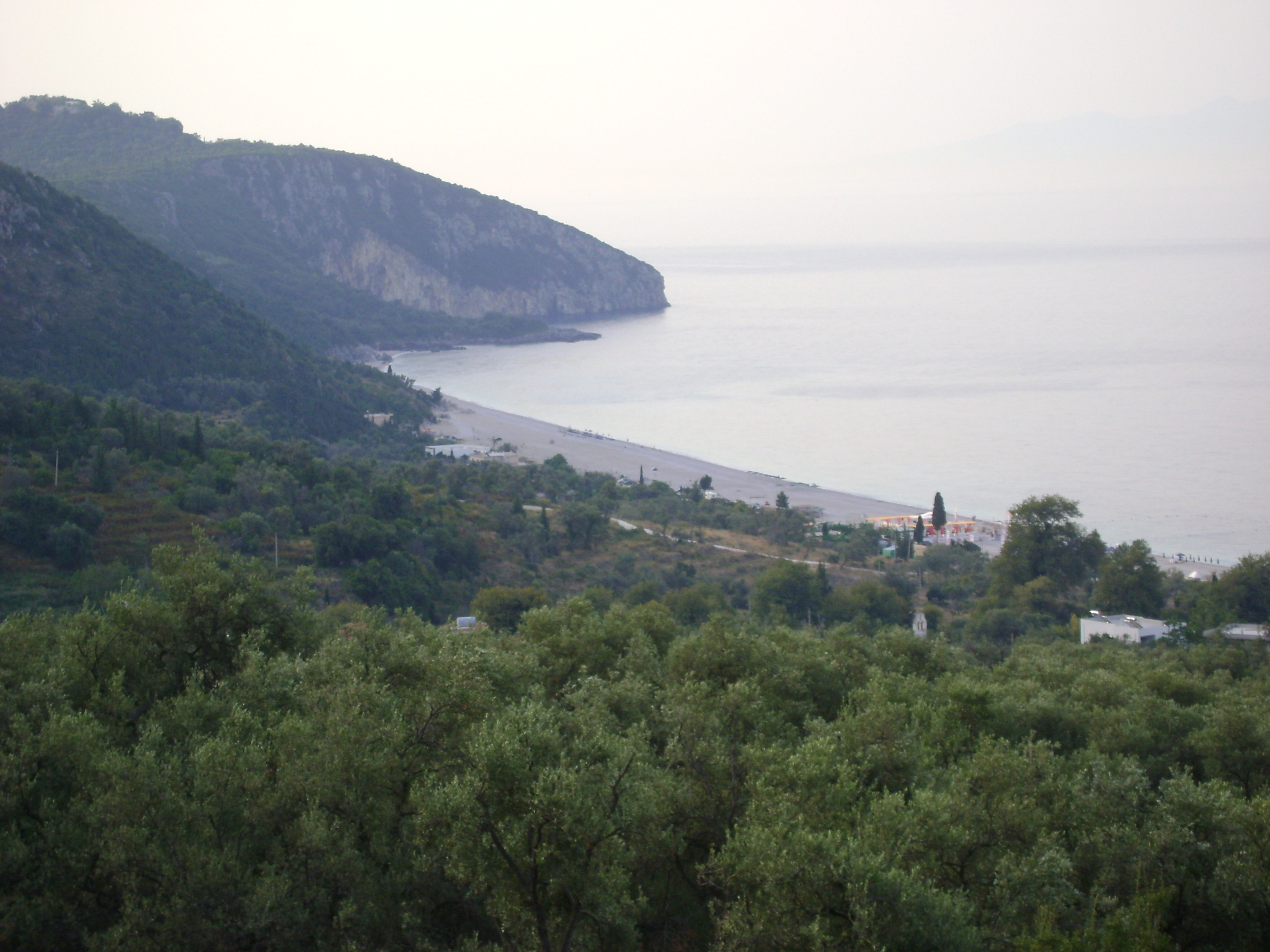
Побережье Дермиу

Регион населяется с древности. Химара, к которой принадлежит Дермиу, населялся греческим эпирским племенем хаонов.
После падения Византии, в османский период, первая греческая школа в селе начала функционировать в 1682 году, при поддержке греческого православного епископа Химары.
В XVIII веке начала функционировать ещё одна греческая школа, школа Визилоса, финансируемая этим местным греческим меценатом. В период 1898—1899 в селе функционировали 3 греческие школы (начальная, средняя и женская).
В Первую Балканскую войну, 5 ноября 1912 года, Химара была занята небольшим греческим десантом, под командованием химариота Спироса Спиромилиоса и при поддержке местного греческого населения. Жители Дермиу оказали поддержку Спиромилиосу в расширении греческого плацдарма, с целью воссоединения региона с Грецией.
Греческая армия ушла из региона согласно условиям Флорентийского протокола от 17 декабря 1913 года, регион отходил к только что созданному государству Албания.
Последовал период самопровозглашённой греческой Автономной Республики Северного Эпира. Греческие сепаратисты выстояли в военном противостоянии с албанцами, но регион был потерян для Греции с началом Первой мировой войны и его оккупации итальянскими и французскими силами.
В период Второй мировой войны, преследуя итальянскую армию, которая вторглась в Грецию из союзной итальянцам Албании, греческая армия вновь заняла Химару и Дримадес (Сражение при Химаре) 22 декабря 1940 года, встречаемая с энтузиазмом греческим населением.
Однако после того как в апреле 1941 года на помощь итальянцам пришла гитлеровская Германия, вторгнувшаяся в Грецию из союзной ей Болгарии и выйдя в тыл греческим дивизиям в Албании, греческая армия была вынуждена, в очередной раз, уйти из региона.

## Снос церкви Святого Афанасия
В августе 2015 года Дермиу получил печальную известность, после того как албанские власти в ходе ночной операции (на рассвете) снесли православную церковь Святого Афанасия.
Первоначальная православная церковь Святого Афанасия была построена в 1671 году, но была снесена атеистическим режимом Э. Ходжа в 1972 году, в ходе гонений как на греческое меньшинство, так и на Православие в Албании.
С падением режима Ходжи, жители сами построили в 1991 году маленькую церковь Святого Афанасия, которая служила им до августа 2015 года.
Албанские власти аргументировали свой шаг тем, что намерены построить на этом месте памятник католическому монаху Нилу Каталану, который в 1693 году служил в Дримадесе, способствую распространению католицизма и внеся свой вклад в албанский язык.
При этом албанский премьер Эди Рама заявил, что снос церкви является внутренним делом его страны, охарактеризовав снесённый храм «гаражом».
Кроме протестов населения и Албанской православной церкви, с официальным протестом выступил и МИД Греции.

## Достопримечательности
- Алевра
- Гавань Граммата
- Пещера пирата
- Церковь Богородицы (Ставриди)
- Церковь Святого Стефана
- Церковь Святого Андрея

## Известные уроженцы
- Панос Бидзилис (Πάνος Μπιτζίλης) — греческий революционер XVIII века
- Петро Маркос (Πέτρο Μάρκος) — албанский писатель, считающийся основоположником современной албанской прозы. Боец интернациональных бригад во время гражданской войны в Испании